# Le Cros
Le Cros är en kommun i departementet Hérault i regionen Occitanien i södra Frankrike. Kommunen ligger i kantonen Le Caylar som tillhör arrondissementet Lodève. År 2022 hade Le Cros 57 invånare.

## Befolkningsutveckling
Antalet invånare i kommunen Le Cros
Referens:INSEE